# ニピッシング・ファースト・ネーションズ
ニピッシング・ファースト・ネーションズ（英語: Nipissing First Nation）は、カナダのオンタリオ州ニピシング地区にあるファースト・ネーション居留地。ニピシング湖北部の湖岸に位置し、オジブウェー語を話すアニシナーベ族が住む。統計上はニピシング10（Nipissing 10）とも呼ばれる。
入植者はファースト・ネーションを様々な名前で呼んでいたため、表記ゆれが見られる（List of Nipissing ethnonyms）。